# Bothrops erythromelas
Bothrops erythromelas är en ormart som beskrevs av Amaral 1923. Bothrops erythromelas ingår i släktet Bothrops och familjen huggormar. Inga underarter finns listade.
Arten förekommer i östra Brasilien i delstaterna Alagoas, Bahia, Ceará, Maranhão, Minas Gerais, Paraíba,
Pernambuco, Piauí, Rio Grande do Norte och Sergipe. Honor lägger inga ägg utan föder levande ungar.